# Winger
A Winger egy amerikai hard rock/heavy metal zenekar, mely a 80-as évek végén és a 90-es évek elején volt népszerűségének a csúcsán. Két platinalemez  Winger (1988) és az  In the Heart of the Young (1990) fűződik a nevükhöz.
1990-ben a zenekart jelölték az American Music Award "legjobb új heavy metal banda" címre is.
A grunge hullám megerősödésével a zenekarra is nehezebb idők jártak, az 1993-as Pull album már szerényebb sikereket aratott.
1994-ben feloszlottak, majd 2001-ben ujra összeálltak, de csak 2003-ig voltak együtt. 2006-ban azonban újult erővel kezdték ismét újra, és azóta is jelen vannak a színtéren.

## 1987-1994
Kip Winger a 80-as évek második felében Alice Cooper mellett dolgozott, de szerepelt háttérénekesként a Twisted Sister Love Is for Suckers albumán. A korongon Reb Beach gitáros is felbukkant vendégként, innen az ismeretség. Paul Taylor belépése után szállt be hozzájuk az a Rod Morgenstein aki korábban a Dixie Dregs dobosa volt.
Eredetileg a Sahara nevet vették fel, de hasonló nevű formáció miatt kényszerültek fel venni a Winger nevet.
A debütáló album Winger címmel jelent meg az Atlantic Records kiadásában 1988-ban. Hazai terepen hamar platinalemezzé vált, Kanadában és Japánban pedig aranylemez lett. A lemezről több dalt is szívesen játszottak a rádiók és az MTV (Madalaine, Seventeen, Headed for a Heartbreak, Hungry), 1990-ben pedig jelölést kaptak a "legjobb új heavy metal együttes" kategóriában.
In the Heart of the Young címmel jött ki a folytatás 1990-ben, mely az USA-ban megint csak platina, míg Japánban aranylemez lett. A korongról a Can't Get Enuff, a Miles Away és az Easy Come Easy Go lett a rádiók kedvence.
A lemezmegjelenést egy 13 hónapos, több mint 230 koncertből álló turné követte, többek között a KISS, a Scorpions, a ZZ Top, az Extreme és a Slaughter társaságában. A turné után Paul Taylor kimerültségre hivatkozva kilépett, így a Pull albumnak hármasban álltak neki. A lemez egy "érettebb" Wingert mutatott, komolyabb mondanivalóval, kevésbé slágeres dalokkal. A korong nem aratott akkora sikert mint elődei, de manapság már ugyanolyan klasszikusnak számít. A lemezbemutató turnén már John Roth gitáros állt Paul Taylor helyére.
A grunge hullám térhódításával a dallamos rockbandák egyre inkább háttérbe szorultak, így 1994-ben a Winger is feloszlott.

## 2001-napjainkig
2001-ben a The Very Best of Winger c. válogatáslemez alkalmából újra összeállt a korábbi formáció, beleértve Roth-ot és Taylort is.
2002-ben az USA-ban és Kanadában egy miniturnét bonyolítottak le a Poison társaságában. A Wingert így  ezen a turnén öten alkották, mert Kip Winger fontosnak érezte, hogy az ujjáalakulásban minden régi tag részt vegyen.
A zenekar 2002-ben mégis feloszlott, de amint később kiderült csak egy hosszabb szünet idejére, hiszen 2006-ban már újra együtt volt az alábbi felállás:
- Kip Winger
- Reb Beach
- Rod Morgenstein
- Jon Roth

2006-ban megjelent 13 év után a negyedik Winger album IV  címmel. A turné során Európa egyes részeire is ellátogattak.
2009-ben újabb lemez jelent meg Karma címmel. John Roth játszotta fel a 2010 elején megjelent Giant albumot a Promise Landet.

## Kritikák
A Winger állandó nevetség tárgya volt az MTV animációs sorozatában a Beavis és Butthead sorozatban. A sorozat főszereplőinek szomszédságában levő Winger pólót hordó fiút nem szívesen fogadta el az AC/DC és Metallica pólót viselő Beavis és Butthead.
Szintén nem tett jót hírnevüknek, amikor Lars Ulrich a Metallica Nothing Else Matters klipjében egy Winger posztert használt dárc tábla gyanánt.
Az eset kapcsán Kip Winger kijelentette, hogy a Metallica zenészei technikai szempontból, nem vehetik fel a versenyt a Wingerrel, valamint a "hajbandák" Dream Theater-jének nevezte zenekarát."
Az eset kapcsán Reb Beach 2010 áprilisában nyomdafestéket nem tűrő szavakkal ihlette a Metallica gitárosát Kirk Hammettet.

## Diszkográfia
Nagylemezek:
- Winger (1988)
- In the Heart of the Young (1990)
- Pull (1993)
- IV (2006)
- Karma (2009)
- Koncertlemezek:

Winger Live-2007
- Válogatásalbumok:

The Very Best of Winger-2001
Demo Anthology-2007
- Kislemezek:
- "Madalaine"-1988
- "Seventee"-1989
- "Headed for a Heartbreak"-1989
- "Hungry"-1989
- "Can't Get Enuff"-1990
- "Miles Away"-1990
- "Easy Come Easy Go"-1991
- "Down Incognito"-1993